# 對中國共產黨摘取法輪功學員及良心犯器官的指控
中國共產黨政府（特別是政法委員會、解放軍軍委等部門）被獨立調查者指控大規模系統性活體摘取良心犯的器官，供商業性移植給中國人或外國人謀利，被害者因此死亡，主要對象是遭關押的法轮功修煉者，以及部分其他宗教及少數民族團體成員，這些人士被長期關押在監獄或勞教所等场地做為器官供體的來源。最主要的獨立調查為大衛·喬高和大衛·麥塔斯所做《
關於指控中共摘取法轮功學員器官的調查報告》（英語：Revised Report into Allegations of Organ Harvesting of Falun Gong Practitioners in China）。聯合國禁止酷刑委員會於2015年12月9日要求對中华人民共和国政府強摘包括法輪功學員器官的指控進行獨立調查，聯合國特別報告員海納‧比勒費爾特公開譴責中国政府活摘法輪功學員在內的人體器官。
即使部分人士從指控內容以及技術細節等質疑活摘器官指控及報導的真實性，但獨立調查間接指出活摘器官的指控可能是真實的，並受到包括器官移植醫師在內的主流醫學界人士的承認。自2023年起，已陸續有被摘取器官的倖存受害者以及親歷活摘現場的醫師出面指控。
2024年7月，一位來自黑龍江省的法輪功學員程佩明在美國華府的新聞發布會上親身講述2004年被關押在黑龍江省大慶監獄時，自己部分器官被中共強迫摘取而倖存的經歷，該次手術留下長達35公分的胸腔切口疤痕，當中共試圖進行第二次活摘器官時，程佩明趁機逃離醫院，2020年來到美國之後，接受9次不同的醫學影像檢查，檢查結果經至少十名多國專家證實，確定程佩明的肝臟左葉及部分肺臟已被切除，且有證據證明手術時間可追溯至2004年。評論人士表示，強摘器官罪行的調查難度非常大，被害人通常術後死亡，程佩明案例是受害者倖存後親身出面揭露活摘器官罪惡的全球第一例，是極其罕見的個案。
2023年一位逃離中國多年的軍醫鄭治以見證者身分，揭露1994年間他在瀋陽陸軍總醫院實習時所親歷的活摘現場，當時被活摘的是一位不滿18歲的年輕軍人，四肢與脖子被細繩捆住後，在不施打麻藥的情況下從劍突下作大切口一直劃到臍部，打開腹腔直接摘取腎臟，接著是眼球。鄭治因過於震驚無法下手，全程由高階軍醫迅速完成，由於親眼見到年輕生命遭到虐殺，鄭治多年來一直處於恐懼中。為了讓更多人了解真相，鄭治參與紀錄片《國有器官》的拍攝，親自在鏡頭前述說這段經歷，他曾告訴導演「其實做活摘器官的醫生，內心經歷的痛苦和壓力也是非常非常大的。因為共產黨要想逼他們成為魔鬼。」關於活摘法輪功學員器官，鄭治在接受採訪時表示，2005年，他從一位中央政治局常委的親信口中得知有人體器官庫的存在，「在湖北省武漢的公安廳，後花園的地下，關滿了法輪功學員，還有未成年孩子。」
目前Pubmed資料庫中有由實際參與器官移植的醫師所撰寫的文章認為強摘法輪功學員器官的指控是可信的论文；此外，該指控的内容連續多年被列入聯合國及美國國務院、美國國會等機構的人權報告書。中華民國立法院（2012年12月）、歐洲議會（2013年12月、2016年7月第二度）、澳洲參議院（2013年3月）、義大利參議院人權委員會、愛爾蘭議會外交事務及貿易聯合委員會、美國國會外交委員會（2014年7月底281號決議案）、美國眾議院2016年通過343號決議案再度譴責並要求美國國務院徹查並採取行動、加拿大國會國際人權委員會（2014年12月），陸續通過決議譴責中华人民共和国政府強摘法轮功修煉者等良心犯器官。歐盟通過歐洲理事會反對人體器官販運公約，以色列、西班牙、台灣陸續完成立法禁止到中國大陆器官移植旅遊；此外，雖然一些報導有著看似不可信的技術細節，但這些技術細節並非否認強摘器官指控的合理理由。

## 背景
中華人民共和國政府自2006年以來持續否認其摘取良心犯器官的指控，但拒絕應聯合國要求公布相關數據以反證，也拒絕外國組織獨立調查的請求。中华人民共和国政府承認國內器官捐贈制度混亂，自2005年起多次改口後，稱「大部分器官來源係來自於死刑犯」，並表示將自2013年起改採新制度，逐步終止這些現象。目前，聯合國、自由之家、國際特赦組織、部分國際醫學及移植界仍持續要求中國大陸政府公布相關數據，並同意他们進入中國進行不受政府干預的獨立調查，以釐清真相。
《紐約郵報》、奧地利國家新聞社（APA）等媒體報導，指江澤民、中共中央政法委前書記周永康、中共重慶市委前書記薄熙來主導對法輪功等囚犯活摘器官的系統運作與利益。前衛生部長黃潔夫2015年3月公開向媒體稱周是「掌控囚犯器官利益鏈的大老虎」，而胡錦濤、温家宝、習近平、李克強，兩屆領導人皆支持取消「使用死刑犯器官」。胡平認爲，此說法間接證實摘取法輪功修煉者器官的指控。2014年，習近平任內，徐才厚、周永康陸續被以其他罪名查辦。解放军退休大校軍官辛子陵於媒體專訪中稱，溫家寶曾與周永康就法輪功問題爭執，斥責周「你活摘人體器官連麻藥都不打，這是人幹的事情嗎？」大衛‧喬高稱，中共對包括法輪功及良心犯等活摘器官交易，每年獲利10億美元，對於面臨財政困難的中國衛生系統而言是筆巨額收入。

## 主要媒体报导
美国有线电视新闻网（CNN）2016年6月24日报导称，经过加拿大前亚太国务卿大卫·乔高和人权律师大卫·麦塔斯，还有美国记者伊森·葛特曼共同调查，发现中共仍然繼續大规模从良心犯和政治犯身上摘取器官，而主要受害者是法轮功学员。调查员们发现，中共宣称的大陆有169家移植医院，每年移植手术约1万例。但实际调查收集几百家医院的公开数据，进行分析得出真实数字：每年移植手术高达6万到10万例。CNN指出，有诸多证据显示，中国每年有成千上万的法轮功学员等良心犯和政治犯，因器官需求，而被中国共产党及其控制的医疗系统杀害。三位調查員表示，加拿大、美国、欧盟等外国政府需要开始对进入中国进行器官移植手术的公民数量进行记录。下一步将是禁止“器官旅游”。6月，美国国会众议院通过343决议要求中共停止从法轮功等良心犯身上强摘器官，並谴责中国共产党迫害法轮功修炼群体。
《紐約時報》報導，香港的中国共产党官媒、親大陆媒體19日報導，2016年8月18日世界器官移植大會前夕，中國代表在香港一場會議表明（該會議禁止外媒進場），中國的移植系統這幾十年來使用死刑犯器官，獲得了全球性的支持，並稱這場會議顯示「中國的器官移植已獲得器官移植協會（TTS）的認可。但世界器官移植學會主席菲利普·奧康在記者會公開否認了這一說法，並批評中国政府自說自話。奧康表示，他在該會議向中國醫生說中國數十年來使用被處決囚犯器官作法「駭人聽聞」並引發世界震驚與反感，「導致針對中國政府的強烈反對聲音高漲」；《紐時》說，奧康雖沒指明任何團體，但他可能指法輪功；法輪功指控大量被囚禁者的器官遭摘取。奧康說，沒有人能把他對中國代表所說的話，解讀為TTS已認可了中國器官移植系統，「他們可以自說自話，但那不是真相。」另一位TTS前主席查普曼說，1名中國移植醫生（鄭樹森）的論文因為違反「不得使用死囚器官」規定而被拒絕發表，查普曼向中國政府代表提出希望官方能調查囚犯器官問題，而世界器官移植學會也將會調查囚犯器官。
据美聯社報導，中国官员黃潔夫2016年10月17日在北京举办的国际器官移植会议上称，他保證自2015年起中国的器官移植來源都来自「公民自愿捐献」；不過，與會外國組織的醫生們說，在全中國會見了些病人、訪問了醫院，但他們沒有确定中方是否已停用囚犯器官；哈佛教授弗朗西斯・德爾莫尼科向美聯社說「我們沒有義務向你證明它（使用死囚器官）為零。……是（中共）政府有義務履行法律，就像我們去的全世界其他國家一樣。」美聯社則說，鑒於中國的器官供體嚴重短缺及長期存在黑市器官交易，外界仍續質疑，中國政府並未確實公布移植數量或履行停用囚犯器官的承諾。

## 第三方調查及審判

### 喬高-麥塔斯調查報告
《喬高-麥塔斯調查報告》全稱《關於指控中共摘取法轮功學員器官的獨立調查報告》（英語：Revised Report into Allegations of Organ Harvesting of Falun Gong Practitioners in China），由加拿大前亞太國務卿、七屆資深国会议员大衛·喬高和國際人權律師大衛·麥塔斯所做的獨立調查报告，於2006年7月發表，2007年1月修订。此報告認為「对法轮功学员进行大量器官摘取」的情事做出「曾經發生，且至今仍然繼續存在」的結論。兩位大衛，受法輪功受迫害真相聯合調查團的委託，自費調查這項指控。自2006年6月起，两人即不断要求進入中國大陸進行調查，但遭中国政府拒絕；维权律师高智晟為促成調查，主動自北京發邀請函。
由於無法進入中國實地獨立調查，調查員多方引用中共當局官方說法及官方公布數據，先“透過18種證據方法比對、驗證”（第三版增補為52種證據方法），於2006年7月發佈「中国活体摘取法轮功学员器官指控的报告」（页面存档备份，存于）《Bloody Harvest, The killing of Falun Gong for their organs》 （中文版下載（页面存档备份，存于）），結論认为“指控真实存在”，並以“這星球上前所未有的邪惡”形容，這項結論獲得聯合國反酷刑專員諾瓦克“可信度極高”的認可。，報告通過了“學術同行評審”驗證。
两名調查員因此被提名2010年諾貝爾和平獎候選人，並出版书籍《血腥的活摘器官》，幾年內到世界40多國籲關注中國發生的活摘器官問題。

### 葛特曼的《大屠杀》
美籍資深中國問題專家伊森·葛特曼經過五年調查，2014年8月出版《大屠殺：群體殺害，器官活摘和中國異議問題秘密解決方案（页面存档备份，存于）》（或譯《屠殺》）一書披露大量新證據，指稱中共當局的器官摘取早在1990年代末就對維吾爾族人小規模進行。《紐約郵報》引述該書指出，來自中國的器官來源，不僅來自當局宣稱的罪犯，也包括良心犯，包括維吾爾族人、西藏人，以及最主要的來源——(2000~2008)至少6.4萬名法輪功學員，且受害者持續增長；2014年仍有中國網站向西方社會兜售器官移植旅遊。600家中國醫院涉及這項指控，器官通常在"人活著時被摘取，以提高移植成功率"。台北市長、醫生柯文哲也指稱台灣病人在大陸獲移植法輪功學員供體器官（出處不明）。此外，巡迴各國展出的塑化人體展覽，包括「人體世界」（德國哈根斯公司）、「人體展覽」（中國大連隋鴻錦提供）等，後者曾公開承認屍體來源是由中國公安機關提供。
葛特曼在書中認為，大紀元的揭露、喬高麥塔斯報告的發表，迫使中共當局活摘器官一度提前收尾，一般普遍認為對法輪功學員的器官活摘數量到2006年或2007年達到頂點；不過在2007年後中共當局是否繼續活摘法輪功學員器官，或器官活摘是否擴及基督教人士，“仍正在討論中而無確切定論”。
另外，2018年10月，伊森·葛特曼在《屠殺》中文版的記者會上，指控柯文哲在擔任中間人和葉克膜業務，並且教導中國醫師葉克膜技術，同時稱呼柯文哲是騙子。

### 國際醫學界

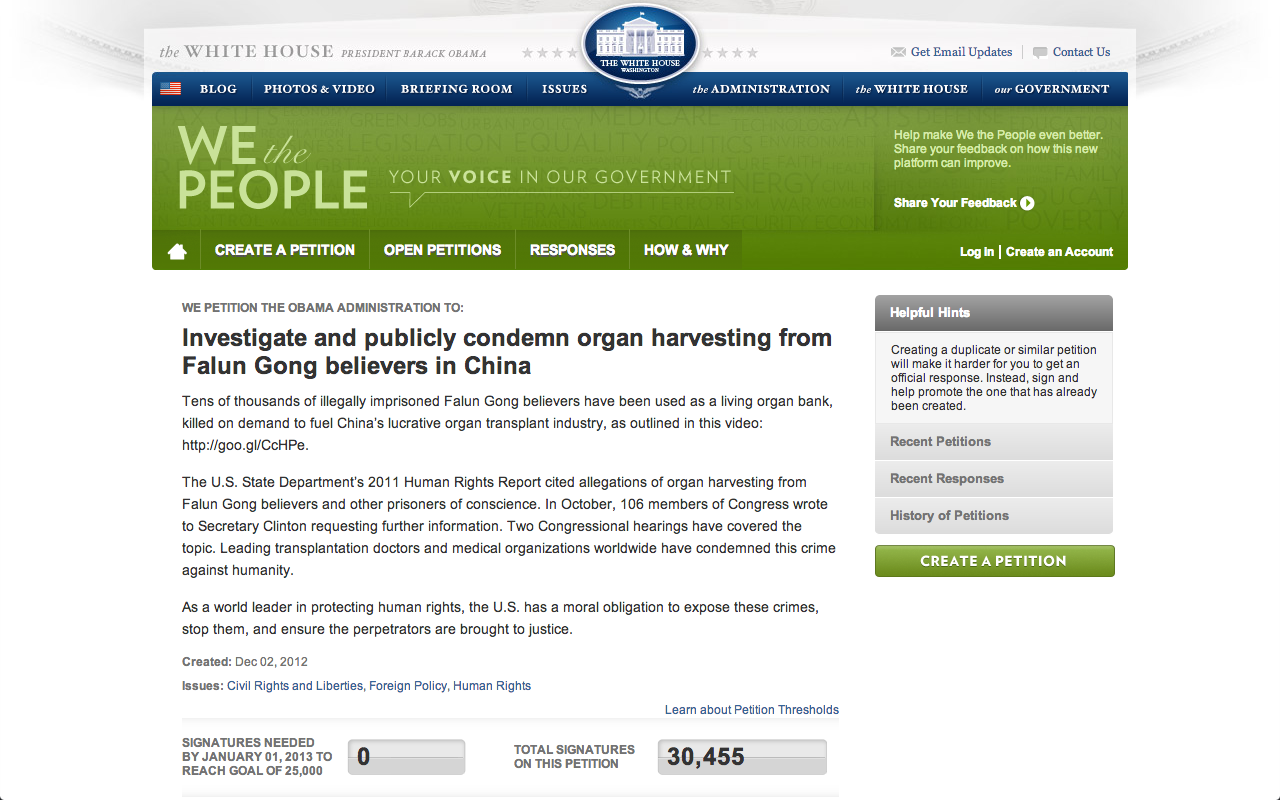
亞瑟·卡普蘭教授2012年12月，在美國白宮網頁發起請願連署，要求白宮進行調查並公開譴責中共執政當局。

2008年獲選十大最具影响力科学家的美國醫學教授亞瑟·卡普蘭2011年在《美國生物倫理學雜誌》發表論文指責中國「按需殺人」現象，並在費城醫學院演講指出，在中國大陸活摘器官「為需求而殺人」普遍存在、年復一年持續，「是器官移植界最令人髮指的罪行」，「全人類的恥辱」。卡普蘭2011年在醫學雜誌《柳葉刀（The Lancet）》發文，呼籲抵制來自中國或其它任何「按需殺人」的移植研究文章。2012年12月，卡普蘭在美國政府白宮We the People請願網頁發起連署，要求白宮進行調查並公開譴責中國正在發生的法轮功信仰者遭摘取器官，白宫于2015年1月正式回复。
醫學期刊《美國移植雜誌》2014年7月刊文〈發生在中國的死刑犯器官摘取〉，提出三点質疑，包括（1）死刑犯的器官捐獻數量減少，其它器官來源為何？（2）中國軍方醫院是否摘取法轮功學員等良心犯的器官？（3）病人未抵達中國前，中國醫院何以承諾可提前數週安排移植手術？該論文並質疑，中国政府出爾反爾，對「是否取消利用死刑犯器官」說法前後矛盾，並提醒外界忽略了法轮功學員等良心犯器官遭中共強摘的面向，並指明直到2014年，器官強摘現象仍繼續發生在中國。
“自由亞洲電台”報導，2012年国际器官移植医学协会大会，其中召開了關於强制器官移植及法轮功问题的圆桌讨论会。畢業於中國浙江大学的留德学者郑志红向記者指出，中共當局當局很早就強摘器官，但因為其封鎖資訊而難為外界所知，第一次曝光是文化大革命時期。他指出，除了法輪功學員，任何“受專制政權壓制者包括異議人士、維權人士都可能是被強摘的對象”2014年世界移植器官大會在美國舊金山召開，法輪功信仰者器官被強摘的議題，引起與會學者關注，有35名中國醫生因有活摘疑慮遭大會拒絕參加。
醫生反對強制摘取器官組織
總部位於美國華盛頓的醫生反對強制摘取器官組織（页面存档备份，存于）（簡稱DAFOH），係由歐美一些醫生組成，例如發言人迪蒙‧諾托（Damon Noto，MD）在2012年9月的美國國會聽證會，代表發表獨立證詞。2016年獲諾貝爾和平獎提名。

### ETAC中國法庭的判決
2019年6月17日，位於倫敦，由終止中國濫用器官移植國際聯盟（ETAC）設立的中國法庭（China Tribunal），對中國政府強摘器官一案作出終審判決。法庭主席杰弗里·尼斯爵士（Sir Geoffrey Nice, QC）曾在海牙國際法庭對塞爾維亞前總統斯洛博丹·米洛舍維奇的戰爭罪審判中擔任檢察官，他宣判了中國政府在強摘器官一案中罪名成立。審判中一個關鍵證人是恩維爾·托合提博士，他本人曾經被要求活摘一個犯人的器官。

## 獨立調查論證摘要
第三方獨立調查之論證，選摘部分如下：
| 年份      | 中國器官移植量 | 器官來源官方說法 |
| --------- | -------------- | ---------------- |
| ～2005    | 約90,000例     |                  |
| ～1999    | 約30,000例     |                  |
| 1994~1999 | 約18,500例     | 死刑犯95%        |
| 2000~2005 | 約60,000例     | 死刑犯95%        |

| 面向                               | 論點 |
| ---------------------------------- | --- |
| 中國器官移植背景                   | 自1990年代以來，越多證據顯示中國器官移植無道德。中國醫生王國齊2001年向美國國會證實「中國正利用死刑犯器官」，當時中国政府完全否認。 |
| 器官移植量暴增3倍                  | 中國1999年以來器官移植量大增，令醫學界警惕，前後6年的器官移植暴增3倍以上。依據中國公開報導及中華醫學會的器官移植數據，從1999年以前6年的18,500例，暴增到1999年以後6年的60,000，2005年高達2萬例，且據《中國日報》報導，僅2006年就高達20,000例。中國衛生部副部長也曾說，中國每年移植總數，從1999年的幾百例上升到2008年的10,000例。 |
| 極短等待時間，中國似有豐富器官來源 | 1. 美國是世界第一大移植國，美國衛生部公佈器官平均等待時間2～3年，但中國幾個大的器官移植中心在2003年至2006年期間正式公佈的平均器官等待時間是1～2週 2. 中國醫院在網路廣告，聲稱能為病人在幾星期內提供器官，還能提前預定。而在美國，腎臟等待時間就要3年多。中國醫療中心稱，他們年收入最高項目就是器官移植。網路顯示，醫院價格是:角膜$30,000美元，腎臟$60,000美元，心臟$150,000美元，「一個人所有器官總值數十萬美元」。 3. 器官移植需要很多指標測試。但中國沒有正式公開器官捐獻系統、沒有國家組織的器官分配系統。例如，北京紅十字會2011年稱，過去20年裡，中國僅37人註冊為器官捐獻者。但在英國有1千8百萬人註冊捐獻器官。 4. 醫療機構網站承認政府系統支持、使用活體器官：例如：瀋陽市中国国际脏器移植网际支援中心网站英文版（原網站於2006-5-17关闭，后查证此网站是是日本人长濑博之在中国进行非法行医时建立2007年已经被捕）說：(1) 该中心于2003年在中國醫科大學第一附屬醫院「......特别是为了外国友人（而创建）。大多數病患來自於世界各地。」(2)「脏器（字典上的一个定义是，柔软的内脏器官……包括大脑，肺，心等等）提供者能即刻被找到！」(3)「……肾移植手术的数量全国每年至少是五千宗。能做这么多宗的移植手术要归功于中共政权的支持。最高人民法院，最高人民法院法官，公安部，司法部，卫生部和民政部共同制订了一项法律，以保障器官捐献得到政府的支持。这在世界上是独一无二的。」(4)「活肾移植之前，我们能确保捐献人的肾功能……所以要比其它不从活体捐献人取器官的国家更为安全。」「问：胰腺移植所用的器官是从脑死亡病人中取出的吗？」「答：我们的器官不来源于脑死亡者，因为那种器官的状态可能会不好。」 |
| 移植醫療機構暴增3倍                | 中國的器官移植中心以「世界前所未見」速度增長，自150家（1999年）增至逾600家（2007年初）。 |
| 死刑犯數量不足支撐器官來源         | 1. 衛生部副部長黃潔夫2005年首度承認器官來源「95%來自死刑犯」。2010年器官移植大會，黃又稱「中國1997年到2008年間的超過10萬例移植器官，90%來源於死刑犯。」但中國政府未提供「每年死刑犯數」、「被用於器官移植人數」。 2. 依據大赦國際所估計的中國死刑數據-每年約1,700人，即便把死刑犯計入器官移植來源數量，假設前6年、後6年被處決的死刑犯人數不變，2000~2005年6年間，仍有至少4萬多例（41,500例）器官移植，無法說明供體來源。 3. 中國死刑犯，超過全世界死刑犯總和。但即使每年1萬名死刑犯，同時也有1萬例器官移植病例，也嚴重不符。因為一般而言，每10位器官捐獻者，只能找到一位與病人類型相符；若每年做1萬例器官移植手術，需要超過10萬個器官供體。有关10:1数据的问题 4. 器官保存時間短：心臟只保存8小時。中國法律規定，判處死刑（非死緩）須在7天內執行。因此，死刑犯無法完全證明中國器官移植量，特別是那些「事先預定」器官的外國人病例。 |
| 其他已知供體來源，未明顯增長       | 此外，已知的其他供體來源，包括活體捐贈者、腦死亡捐贈者、無心跳捐贈者的數量也並未明顯增長。 |
| 另一套活體器官供體，才能解釋       | 調查認為，中國使世界各地病人在極短時間得到所需器官，唯一方法，是存在「另一套活體器官供體」來源。 |
| 法轮功學員符合「器官庫」條件       | 1. 數個獨立調查指出，包括法轮功修煉者在內的良心犯被殺害供器官移植；也有一些法轮功學員的屍體被掏空器官或遭中共當局直接火化。 2. 法轮功學員佔中國勞教所關押人口的比例方面，該報告間接引用美國國務院2005、2008年人權報告資訊，在中國340間勞教所關押的至少25萬人當中，約50%以上是法轮功學員。（更早之前，經濟學人2002年出版的新聞報導中，勞教所關押的人中有28%是法輪功學員。） 3. 該報告也間接引用聯合國記錄在案的中國酷刑和虐待指控案例中，66%是法轮功學員。 4. 被抓捕關押的法轮功學員是最可能受害者，因為為了保護親友不受株連迫害，他拒報真實身份。 5. 法轮功學員「不抽煙、不喝酒」，身體普遍健康良好。 6. 遭關押法轮功學員健康狀況普遍受當局忽略並遭到酷刑，但中國監獄、勞教所、拘留所卻都普遍對在押法轮功學員「例行、系統的驗血及器官檢查」（亦包括超音波、驗尿等），但其他犯人都沒有，而驗血是器官移植配型的必要步驟。 7. 法轮功於1999年開始遭當局鎮壓，在迫害的最高峰期，正是中國器官移植量暴增的時候。聯合國酷刑特別專員也在報告指出：2000~2005年的6萬例移植數據，與指控中所說的對法轮功迫害升級是相吻合的。 8. 兩名電話調查員以普通話各自打電話給中國80家、40家醫院及移植醫師諮詢，並打36家拘留所及法院。其中，超過10家醫院、4家拘留所或法院的人員，在電話中承認使用「法轮功器官」；14家醫院的人員承認使用「犯人活體器官」，承認的機構分布於中國15個省份；此外另有10家醫院的人員表示「器官來源是機密，無法在電話裡透露」。 |
| 中國政府拒絕公布死刑犯數據         | 1. 聯合國酷刑特別專員在報告指出，只要中國政府願意提供死刑犯等相關數據解釋，就能反證「這項指控不存在」。但中華人民共和國政府拒絕獨立調查、拒絕法辦違法人員，也拒絕提供死刑犯等數據以反證。 2. 包括加拿大獨立調查團、聯合國酷刑專員、聯合國酷刑委員會、以及至少6國家（加、瑞士、英、法、奧地利、義）在聯合國人權理事會2009年定期審議小組會議上，都提議中國政府公布死刑統計數據，但中国政府仍拒絕提供。。 |
| 軍方醫院系統受關注                 | 1. 2012年美國國會人權報告引述世界衛生組織專家的話「中國軍方醫院可能涉入非法器官移植」。在中國，非常有可能是軍人在控制監獄系統、勞改營和大部分醫院的器官移植操作。所以相關數據和信息都是保密的。 2. 中國軍方「企業化」，為自行增籌國防經費，許多軍醫院，器官移植存在暴利。 3. 中国有不少移植中心、综合医院屬於军方机构,軍方醫院從器官移植接受者獲利，远超过这些机构的成本，还为整體军事预算提供经费收入。 4. 军方医院独立运作，比民用医院更加秘密，不歸國務院衛生部管理；且军队有便利途径接触监狱和犯人，而法律在實際上管不到軍隊醫院。:5 |
| 結論                               | 1. 中國爆炸性成長的移植數量、極短器官等待時間；那麼前提是必須得存在一個「按需求，隨時取器官」的「活體器官庫」；但就算中國死刑犯數量從寬計算，仍不足以解釋暴增的41,500例移植的器官供體來源，而中国政府也拒絕公布死刑犯數據。 2. 而中國亦欠缺公開器官捐贈機制、國家調配體系的現實情況下，加拿大的獨立調查團綜合其他52種證據方法，認為在1999年以後大量失蹤、遭勞教及關押、酷刑的法轮功學員，是唯一能解釋器官來源爆炸性增長的來源。這項結論獲得聯合國酷刑專員、首位進入中國進行酷刑調查的諾瓦克的認可支持。 |

## 聯合國反應

### 聯合國人權理事會
2006年8月11日，聯合國人權委員會三名特派專員於同聯名致函中華人民共和國政府要求提供證據及數據以反證這項指控，包括聯合國酷刑問題特派專員、著名國際人權專家曼弗瑞德·諾瓦克教授（Manfred Nowak）（任期2004年~2010年），聯合國宗教信仰自由特派專員賈漢吉爾（Ms.Asma Jahangir）和聯合國反倒賣人口特派專員呼妲女士（Ms. Sigma Huda）。但中國政府一直沒有提供相關的證據與數據。
2007年，諾瓦克向联合国人权理事会提交兩份報告，並要求中華人民共和國政府對指控做出回應，報告表示：
|  | ...... （這項指控）那些法轮功修煉者被注射藥物誘發心臟衰竭，然後在器官摘除中被殺害，或是在那之後立即被殺害。.........政府的先前答覆中有一個關鍵的問題沒有解決。那就是『器官移植的數量，比可查來源器官的數目，要超出許多。』這些可查來源的器官包括：根據衛生部副部長黃潔夫於二零零五年 提供的，每年有不少死刑犯人被處決，其中有不少捐獻了器官；來自親屬的自願捐獻，但由於文化原因，人們一般不願死後捐獻器官；腦死亡器官捐獻者。不僅如此，（中國醫療機構對外的）宣傳中提到的完全吻合配型等的等待時間之短，意味著存在著一個器官移植的電腦配型系統，和一個大型的活體器官來源庫。可供器官 與可查來源器官的數量差別，可以從對法轮功學員的器官摘取得到解釋。從2000年開始的器官移植數目增長，和對法轮功學員開始迫害，在時間上相符和相 關。…… 因此這裏重申對2000年到2005年間，器官移植數量與可查來源器官的數目差別要作出解釋。 |

對這項指控，諾瓦克2011年表示：
|  | 可信度‘極高（credible）’，經過調查論證，特別是數據分析顯示，自中国政府迫害法轮功學員開始，中國器官移植數量明顯劇增，而其器官來源卻不 明。」「中国政府有義務對這方面（活摘器官）提出解釋與相關資料，但我們卻從未獲得任何回應，他們‘只會一味逃避拒絕，宣稱指控有誤，但對這些劇增的器官移植數量以及來源，卻不提供任何符合科學或其他方面的解釋’。 |

非政府組織呼籲聯合國調查

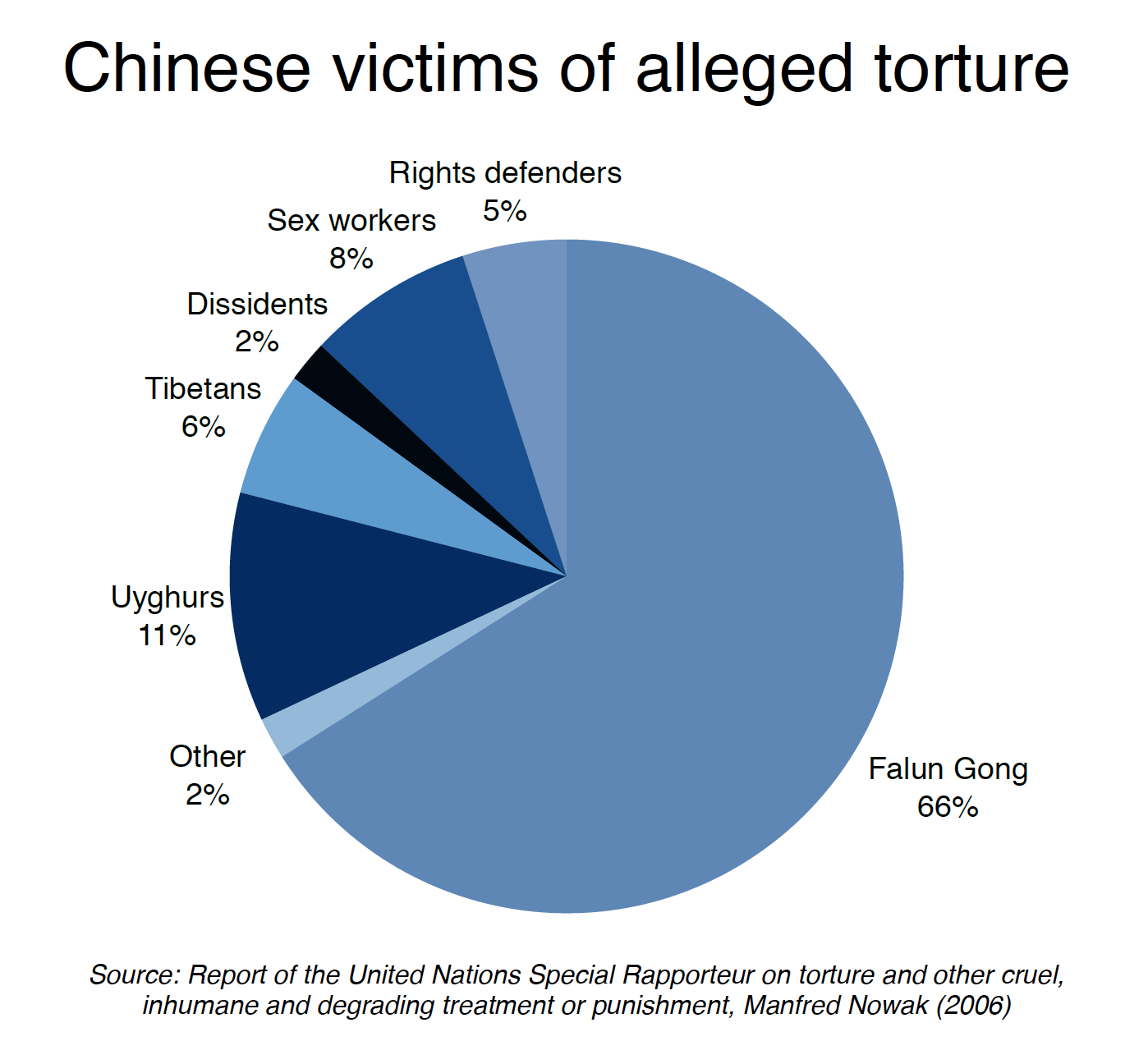
根据诺瓦克在2006年的调查，在中国受到酷刑的人群中至少有66%是法轮功成员，“其他包括少數民族人士”。

聯合國人權理事會第21次會議9月18日在聯合國日內瓦萬國宮開會，公開討論活摘器官指控。國際教育發展組織（International Educational Development, IED）首席代表Karen Parker 博士，9月18日，在聯合國21屆人權理事會上公開聲明：「我們呼籲聯合國在集體處決、健康權利和酷刑方面（Summary Execution, the Right to Health and Freedom from Torture）的特別專員將活摘法轮功學員器官的事件作為緊急要務進行調查。」該組織表示，越來越多的證據顯示，很多法轮功學員的器官被強制摘除。
具聯合國特別諮詢地位的世界婦女組織（Worldwide Organization for Women，WOW），9月21日在聯合國人權理事會大會會場萬國宮放映兩部獲得國際大獎的紀錄片《自由中國：有勇氣相信》、（页面存档备份，存于），講述法轮功學員受迫害與器官被活摘及盜賣議題。該組織主席Afton Bulter女士表示，活摘器官已違背人類基本尊嚴，將推動聯合國和國際社會前往中國進行調查。
政府代表在會議指責
2014年3月12日，聯合國人權理事會宗教或信仰自由問題特別報告會，加拿大政府代表公開發言表示，加拿大關注在中國的法轮功學员、受迫害的其他宗教信徒。關於（被害人）在“非自願、不知情的狀況，遭到強摘人體器官”的報告令人不安

### 反酷刑委員會要求調查
聯合國禁止酷刑委員會2015年12月9日發布報告，要求對中共當局強摘包括法輪功學員器官的指控進行獨立調查，聯合國宗教信仰自由問題特別報告員海納‧比勒費爾特教授向媒體公開譴責中共活摘法輪功學員在內的良心犯器官是「慘無人道」。

### 2021年聯合國人权理事会特别程序对“中国据称存在针对被拘留的少数群体进行器官摘取”报告声明
聯合國人权理事会特别程序官網2021年6月14日刊文12名接受聯合國委任、但不代表聯合國發言的獨立人權專家的声明：据称已获得可信资料，表明属于族裔、语言或宗教少数群体的被拘留者可能在未知情同意的情况下，被迫接受器官检查，检查结果据报被登记在一个为便利器官分配的数据库；表示對相關指控感到極為震驚，對相關囚犯或被拘留者因其種族和宗教信仰而受到歧視性待遇的訊息深表關切。联合国人权专家此前曾于2006年和2007年向中国政府提出过这一问题，中国政府的答复缺乏例如器官分配的等待时间或器官来源方面的资料数据，据称在这种情况下难以成功查明和保护器官贩运受害者并开展有效调查和起诉贩运者。

## 中華人民共和國回應

### 所涉中國政府官员
具中資官方背景的《鳳凰週刊》2013年11月刊文〈中國人體器官買賣的黑幕〉提及法輪功等群體的器官被盜賣，並引用中國《三聯生活周刊》2006年4月〈器官移植立法之難〉一文「中國98%器官移植源控制在非衛生部系統。」指該文「言外之意，是在司法和軍事系統」。
政法委周永康、薄熙來等人涉案
- 法新社、香港蘋果日報2012年報導了薄熙來、谷開來涉及販賣法輪功學員的活體器官及屍體[1]，中共中央對此早有掌握，因此2012年2月王立軍事發後，迅速查封遼寧省大连市有關人體標本廠。[4]。
- 據奧地利國家新聞社（APA）、奧地利標準報報導，王立軍涉及參與數千例活摘器官案；掌管公安、檢察、司法、武警系統的中共中央政法委原書記周永康、中共重慶市委原書記薄熙来等人，主導了活摘法輪功等囚犯器官的系統運作與利益[5]
- 《紐約郵報》2014年8月引述資深中國專家葛特曼的調查指出，中共前政治局常委周永康是摘取法輪功等囚犯器官系統中的重要人物之一，且中共最高層皆知情[9]。
- 與周永康同屬江澤民派系的政治盟友原軍委副主席徐才厚過世的同時，周永康也被公開指控掌控囚犯器官利益鏈。中國衛生部前部長黃潔夫3月15日向媒體公開指出，「周永康是『大老虎』，周永康是我們（中央）政法委書記……那死囚器官的來源是從哪裡來的，不是很清晰了嗎？」他還稱，是在上一屆胡錦濤、溫家寶及這屆的習近平、李克強兩屆領導人的支持下，作出取消死囚器官移植的決定，胡平指這說法間接證實摘取法輪功器官的指控[41]。
- 中共退休大校軍官、前中國軍事學院出版社社長辛子陵專訪透露，前總理溫家寶曾與周永康曾在2011年就「活摘法輪功學員器官」問題在政治局激烈爭執，溫家寶斥責周「你活摘人體器官連麻藥都不打，這是人幹的事情嗎？我們到現在這個問題還不能面對、還不能解決，你對人民怎麼交待？」[118]

軍方徐才厚被指為執行江澤民意志的主要責任人
- 徐才厚被大紀元時報指是執行中共前總書記江澤民意志，鎮壓、活摘法輪功等犯人器官的主要責任人，由其控制的解放軍總後勤部協調並執行[119]。2003年曾揭發中共當局隱匿SARS的「中國良心」退休少將軍醫蔣彥永2015年3月向港媒揭露解放軍在徐才厚主政任內腐敗內幕，稱軍醫院普遍違法「擅自移植、買賣死囚器官」，包括解放軍總醫院都派車至刑場拉死囚「爭搶活鮮器官」。犯人一槍未被打死，即被拉回醫院手術台摘器官、移植給患者，手法“慘無人道”[119][120]。
- 美聯社報導，中国官员黃潔夫2016年10月17日在北京举办的国际器官移植会议上称，他保證自2015年起中国的器官移植來源都来自「公民自愿捐献」；不過，與會外國組織的醫生們說，在全中國會見了些病人、訪問了醫院，但他們沒有證實中方是否已停用囚犯器官。美聯社說，鑒於中國的器官供體嚴重短缺及長期存在黑市器官交易，外界仍續質疑，中國政府並未確實公布移植數量或履行停用囚犯器官的承諾。[121]

### 回應報告
中華人民共和國駐加拿大大使館曾於2006年發表2次聲明、2007年聲明嚴詞回應加拿大調查報告；加拿大獨立調查團亦回應說明。茲摘要與摘取器官指控相關的論點如下：
| 中國政府回應 | 加拿大調查團看法 |
| --- | --- |
| 針對加拿大調查報告，中華人民共和國政府駐加拿大大使館曾做兩次正式聲明： 1. 2006年7月6日，報告發表當日，中國第一次即駁斥報告。 2. 2006年7月26日，報告發表三週後，中國政府第二次回應，指出調查報告「將兩個中國城市歸錯省份」。 | 加拿大調查團，則認為3周時間，中國政府對報告內容僅提出地理錯誤，“反證報告基礎牢固”。                                                                                                 |
| 中國政府2006年兩次聲明的重要論點： | 加拿大調查團說明： |
| 1.將蘇家屯醫院活摘器官的最初通報歸咎於法轮功學員 | 蘇家屯醫院最初報告來源，並非法轮功成员，而是中國外科醫生的前妻，兩人都非法轮功。 |
| 2.由於蘇家屯醫院活摘器官的最初陳述遭到推翻，因此法轮功改變了說詞。 | 外科醫生前妻“從未改變或轉移過她陳述的內容”。 |
| 3.該前妻證詞說，外科醫生2年間摘除2,000名被囚禁法轮功學員的眼角膜。「他得在一天之內完成3個角膜移植，而且每天在不休息地在做？」「這是一個有常識的人都不會相信的荒謬謊言。」                                                   | 中國政府“混淆了「器官移植」與「器官摘除」，摘除一個眼角膜僅需20分鐘。前妻證詞說從2,000人身上摘除器官，而非完成器官移植手術”。且眼角膜是「死組織」，可長久存放，不需一摘除馬上移植。 |
| 4.在最初報導發表後，有記者和外交官參觀了蘇家屯醫院，未找到任何證據。 | 手術完成後，“手術室不會留下任何痕跡，會被清理、清潔、衛生消毒”。 |
| 5.「中國一貫遵守世界衛生組織1991年通過的相關指導原則，禁止出售人體器官，且規定必須事先取得器官捐贈人書面同意，以及捐贈人有權在最後一刻拒絕捐贈。」                                                                          | 此聲明“與事實不相符”，2006年4月，瀋陽「國際移植網絡支援中心」網站还列有器官移植價目表。許多病人證詞，指称支付了在中國的器官費用。                                                   |

### 回應2021年聯合國人权理事会特别程序声明
中国常驻日内瓦代表团发言人刘玉印驳斥人权理事会有关特别机制涉华错误言论：
6月14日，人权理事会贩卖人口问题特别报告员西沃恩·穆拉利等特别机制专家基于虚假信息，对中国进行诬蔑，中方坚决反对，完全拒绝。中方对穆拉利等特别机制专家缺乏基本的思考和判断能力，居然相信如此拙劣的谎言深感震惊。
　　众所周知，中国是法治国家，中国法律严禁人体器官买卖和非法移植。中国《人体器官移植条例》明确规定，任何组织和个人不得以任何形式买卖人体器官，不得从事与买卖人体器官有关的活动。在中国，人体器官的捐献必须取得捐献者本人的书面同意。2015年1月1日起，中国全面停止使用死囚器官作为移植来源。
　　中国各民族一律平等，不存在对任何民族的歧视。中方此前已向西沃恩·穆拉利等特别机制专家详细说明相关情况。令人遗憾的是，穆拉利等对中国政府提供的权威信息置之不理，执意采信反华分裂势力和“法轮功”邪教组织提供的虚假信息，公然对中方诬蔑指责，侮辱和冒犯中国人民。这些专家的所作所为毫无公正客观可言，充分暴露他们对中国的无知和根深蒂固的偏见，也表明他们缺乏基本的责任心和职业操守。他们如此轻易就被别有用心之人误导和利用，使人对其专业素质和能力失去信心。
　　中方敦促有关特别机制专家立即纠正错误，摒弃对中国的偏见，停止公然诬蔑中国的作法，恪守《特别机制行为准则》，公正、客观行事，努力培养基本的分析判断能力和必要的职业操守，对会员国提供的信息给予起码的尊重，以负责任态度履行职责，与会员国进行真诚对话与沟通。

## 各國反應

### 美國
2025年5月美國國會眾議院通過《法輪功保護法案》、《停止活摘器官法案》
2025年5月5日，美國國會眾議院以呼聲表決（voice vote）的方式，全體通過《法輪功保護法案》（Falun Gong Protection Act, H.R.1540），法案重點包括對中共強行摘取法輪功學員器官及其他侵犯人權的行為實施制裁，並要求美國國務院針對中國器官移植數量、獲取器官所需的時間和器官來源提交報告，國務卿應確定中共對法輪功的迫害是否構成反人類罪或種族滅絕罪。法案發起人美國共和黨聯邦眾議員斯考特‧佩里（Scott Perry）表示，調查(an investigation)意味著美國將不再袖手旁觀，這種野蠻、恐怖的行為必須得到應有的懲罰。
5月7日，眾議院緊接著再以406票贊成、1票反對的壓倒性票數通過《停止活摘器官法案》（The Stop Forced Organ Harvesting Act, H.R.1503），法案旨在打擊非法的國際器官販賣，並對涉案者實施制裁，法案重點包括：
- 打擊以摘取器官為目的的人口販運行為。
- 在雙邊外交談判與國際衛生論壇中，推動自願器官捐贈制度及其執法機制。
- 每年應評估並報告各國是否存在活摘器官及相關人口販運行為，犯罪手法包括脅迫、綁架、誘騙、濫用權力或利用金錢買賣等方式。
- 要求總統於法案頒布後180日內提交犯罪者名單，列入名單者將可能面臨撤銷簽證、凍結財產，最高25萬美元的民事罰款、以及最高100萬美元、20年監禁的刑事處罰等制裁。

法案發起人聯邦眾議員克里斯‧史密斯（Chris Smith）在國會發言提到，中國每年有數萬名平均年齡 28 歲的年輕人被活摘器官牟利；每名受害者身上被摘取2到6個器官，這些反人類罪行殘酷無比、令人難以想像。《法輪功保護法案》及《停止活摘器官法案》下一步將提交參議院審議。
2025年美國國會參眾兩院的兩黨議員共推《法輪功保護法案》
美國國會第119屆新會期，共和黨眾議員斯考特‧佩里（Scott Perry）、共和黨參議員泰德·克魯茲（Ted Cruz）分別於2025年2月24日和2025年3月3日在各自的議院重新提出《法輪功保護法案》(H.R. 1540 / S. 817)。法案要求總統向國會提交參與或協助活摘人體器官的個人名單，在名單上的個人將受到包括財產凍結、禁止進入美國、自動撤銷現有簽證等制裁，且得處以最高100萬美元的刑事罰款和20年監禁，民事罰款則以250萬美元或器官交易金額的兩倍取較大數額者。法案也要求美國國務卿向國會提交報告，詳細說明中共器官移植的情況，包括數目、器官來源和中國醫療機構尋獲匹配器官的時間表。
2024年美國國會及行政部門中國問題委員會年度報告
2024年12月美國國會及行政部門中國問題委員會（CECC）發布年度報告，關注重點包括中共活摘器官，同年3月聽證會「阻止強摘器官罪行─還必須做些什麼？」，審查關於中共活摘法輪功修煉者及維族人器官的指控。報告建議國會立法以阻止中共活摘，敦促通過《2023 年停止強摘器官法案》(S. 761/HR 1154)；拒絕向參與活摘的中國醫生和研究人員發放美國簽證；調查是否有聯邦資金資助參與活摘行為的中國機構；頒布法規禁止聯邦保險公司報銷病患前往中國器官移植、或在中國接受器官移植後的術後護理等費用。
2024年美國國會參議員魯比歐提出《法輪功保護法案》
2024年7月31日，美國聯邦參議員馬可·魯比歐（Marco Rubio）提出《法輪功保護法案》(Falun Gong Protection Act, S.4914)，法案要求對參與活摘人體器官暴行的人員實施制裁，特別是針對法輪功學員的此類行為。這項法案是魯比歐提出的一系列應對中國影響力法案中的一部分。
2024年美國國會眾議院通過《法輪功保護法案》
2024年6月25日，美國國會眾議院以呼聲表決（voice vote）的方式，全體通過《法輪功保護法案》（Falun Gong Protection Act, H.R. 4132）。該法案要求，美國應採取適當措施迫使中共停止任何國家支持的器官摘取行為，並對中國境內直接或間接參與活摘器官的人員實施制裁；美國總統應向國會提交制裁名單，制裁方式包括美國境內的財產凍結、禁止入境美國、自動撤銷現有簽證，且對違法者得處以最高25萬美元的民事罰款、100萬美元的刑事處罰以及20年監禁。法案發起人美國共和黨聯邦眾議員斯考特‧佩里（Scott Perry）表示，「這是一項遲到25年的立法。《法輪功保護法案》對那些參與或協助中共活摘器官的人實施制裁。本法案指示國務卿確定中共對法輪功的迫害是否構成反人類罪或群體滅絕罪。」「活摘器官，這是一種大規模的謀殺……但是，它今天正在發生著。」《法輪功保護法案》下一步送聯邦參議院表決，國會兩院通過後，將遞交總統簽署生效。
2024年美國《人口販運報告》關注中共活摘器官罪行
2024年6月24日，美國國務院發布《2024年人口販運報告》（2024 Trafficking in Persons Report），中國再次被列為最差等級（Tier 3）的國家。報告中指控中共當局「系統性」的對政治犯強行活體摘取器官，並引用聯合國人權專家小組在2021年的調查：在中國，活體摘取器官似乎針對特定的少數民族及宗教群體等。報告中提到，以摘取器官為目的的人口販運是最少被報導和最不被理解的人口販運形式之一，而這種形式的犯罪正在增加。
2023年美國國會眾議院通過《制止強制摘取器官法案》
2023年3月27日，美國國會眾議院以壓倒性票數通過由共和黨眾議員克里斯·史密斯(Chris Smith)提出的《制止強制摘取器官法案》（Stop Forced Organ Harvesting Act, H.R.1154），這是美國首次以具有實際懲罰效果的立法方式來制止中共活摘器官暴行，參與活摘器官者將可能面臨最高100萬美元的刑事處罰和最高20年的監禁。眾議員史密斯表示，每年估計有6萬到10萬平均年齡28歲的年輕人因被盜取器官而遭到殺害，受害人包括中國新疆的維吾爾人以及法輪功人士，這是一種暴行，是一種反人類罪，也是一種戰爭罪。這項法案在眾議院獲得共和黨和民主黨的支持。2023年3月9日，聯邦參議員科頓 (Tom Cotton)也提出了對應法案的參議院版本 ( Stop Forced Organ Harvesting Act of 2023，S.761)。這些法案須經國會兩院通過，由總統簽署後才能成為法律。
2020年美國兩黨議員發起新法案
2020年12月，美国共和党籍联邦参议员科顿（Sen. Tom Cotton, R-AR）、共和党籍众议员史密斯（Rep. Chris Smith, R-NJ）和民主党籍众议员苏奥奇（Rep. Thomas Suozzi, D-NY）在参众两院宣布了《停止强摘器官法案》（Stop Forced Organ Harvesting Act），旨在阻止中国共产党从良心犯身上摘取器官。《停止强摘器官法案》将要求国务院就外国强摘器官问题提供年度报告，报告应认定对强摘器官负有责任的外国官员和实体。根据这份法案，还将对从事或以其他方式支持强摘器官的外国官员和实体实施制裁。此外，法案还要求禁止向对强摘器官负有责任的实体出口器官移植手术设备，以及授权美国政府拒绝或撤销非法器官购买者的护照。
2016年美国国际宗教自由委员会發佈報告
2016年5月美国国际宗教自由委员会發佈年度報告指出，可靠報告顯示，法輪功學員遭受酷刑、性迫害、精神病試驗和被強摘器官。
2016年美國國會草擬《制止人体器官走私法案》
美國眾議院外交委員會2016年4月一致通過草案，法案中提及「中国可能存在摘取法轮功人士器官」的问题。
2016年美國眾議院外交委員會決議案
2016年3月16日召開聽證會並通过决议案，敦促中國政府停止强行摘除良心犯器官。決議指出「一贯和可信的报道显示中国存在制度性的、国家认可的摘取良心犯器官的问题」，「虽然中国政府否认存在非自愿的死刑犯器官摘取，但是又不允许独立调查机构对中国的器官移植体系进行调查。」「中国政府曾表示，自2015年1月1日起，停止在器官移植中使用死刑犯器官，但是并未解决摘除良心犯器官的问题。」該議案並敦促美国国务院在年度人权报告中对中共當局批准的对包括法轮功学员在内的良心犯进行器官摘取进行更深入的分析，并每年向国会报告禁止向涉及强制器官和人体组织移植的外国官员颁发美国签证的情况。
2015年習近平訪美前，國會人權聽證會
習近平2015年9月訪美前夕，美國國會及行政部門中國問題委員會（CECC）9月18日舉行大型人權聽證會，與會的專家及國會議員呼籲奧巴馬在與中國國家主席習近平的會晤中要求中共：停止迫害法輪功、基督教徒、維吾爾人、人權律師、藏人等人士；停止強摘器官；要求奧巴馬提出和關注中共非法拘禁、酷刑折磨公民，恢復法制、中國網絡自由等多面向人權自由議題。
2015年6月美國國會眾議院343號決議案
獲包括國會外交委員會主席在內的美國跨黨派142位聯邦眾議員連署。該案提出六項訴求，例如譴責中共政權認可的強摘器官行為，要求中華人民共和國政府及中國共產黨立即停止摘取所有良心犯器官，停止迫害法輪功並釋放法輪功學員及良心犯，要求中共當局允許針對就器官移植濫用進行一項可信、透明及獨立的調查，要求 美國國務院徹查、修改法律並禁止向參與摘取器官的人士發給簽證。
2015年白宫对2012年网络请愿的回应
2012年12月，亞瑟·卡普蘭在美國政府白宮We the People請願網頁發起連署，要求白宮進行調查並公開譴責中國正在發生的法轮功信仰者遭摘取器官。白宮遲至2015年1月30日正式回應指出「我們已敦促中國停止從死刑犯身上摘取器官，並同中國高級官員談及此問題。中國領導人曾許諾停止從死刑犯身上摘取器官用於移植的做法，但是我們了解『這類行為還在繼續』。」、「自1999年以來，美國國務卿一直因中國‘從事或默許對宗教自由的嚴重侵犯’，將其列入《國際宗教自由法》『特別值得關注的國家』名單中。」並指迫害法輪功的情況“仍在惡化”，「中国的人權問題，和中共當局對待法輪功學員的方式仍然讓白宮關注」。。白宮請願譴責活摘聯名發起人卡普蘭：「我個人對這個回應表示失望，因為白宮沒有表明將採取哪項具體的行動，比如對中国採取經濟制裁；對中国施加壓力，督促其立刻停止活摘法輪功學員的器官等。」卡普蘭認為，中共活摘器官，如同卡在美中關係「咽喉中的一根骨頭」，不徹底拔除，將對兩國正常合作蒙上陰影。
2014年7月美國眾議院外交委員會281號決議案
2014年7月30日，281號決議案在眾議院外交事務委員會完成最後審議；該案發起於2013年6月27日，由199名國會議員共同簽署。議案「要求中共政府馬上停止從所有的囚犯、特別是從"法轮功良心犯和其他宗教信仰及少數族裔人士"身上強摘器官；要求美國國務院對中國的器官移植執業（系統）進行全面和透明的調查；要求中共立即停止其發起的‘已持續15年的對法轮功精神修煉的迫害’，立即釋放所有法轮功修煉者和其他良心犯」，並禁止參與非法強摘器官者入境美國，並對已入境美國者進行法律追訴。。
2013年年美国国际宗教自由委员会發佈報告並要求停止強摘器官
美国国际宗教自由委员会主席及副主席2013年7月聯名撰文，要求美国政府就法輪功学员遭迫害現象向中華人民共和國政府施加壓力，要求其立刻撤销610办公室之類組織、勞教所，以落實法治承諾，並停止拘禁、诽谤、消灭法輪功学员，停止强摘法輪功学员等囚犯器官，停止迫害依法為法輪功辩护的維權律师如高智晟。
美國國務院2011、2012、2013、2014年度國別人權報告
- 這項指控連續四年被列入美國國務院人權報告。2012年5月，美國國務院公佈2011年年度人權狀況報告。在中國章節部份，首次提到了中國器官移植以及海外和國內媒體及人權團體持續不斷報告有關法轮功學員被活摘器官的案例。這是美國首次在正式政府報告中提出這個問題。[166]
- 2013年4月19日，美國國務院發表2012年度國別人權報告，報告中繼續將中國人權狀況列為最差國家之一，2012年人權問題持續惡化；並再次將中華人民共和國政府強摘囚犯器官的情況列入報告中，報告指在民間團體不斷質疑中國政府作法之下，2012年3月份，中國衛生部副部長黃潔夫承諾在3到5年內取消從死囚身上移植器官。同年11月，中國衛生部引述香港大學下屬的中國肝移植註冊研究中心副主任王海波的說法，說明中國政府計劃終止從死刑犯身上獲取移植器官[167]。但此說法被美國反對強摘器官醫師組織駁斥，指责“中國政府發布此消息是為了安撫國際社會，實際上繼續祕密進行不道德的器官移植”[168]。
- 2013年、2014年度報告，都再一次提到此問題[169]。

國會2012年度人權報告
2012年10月10日，美國國會中國人權2012年度報告的壓制宗教自由部份提到「中国政府強制摘除法轮功學員器官的指控不斷」，「使用死刑犯器官供移植...死刑犯數字被當做國家機密」，並引述世界衛生組織的觀點說「中國軍方醫院可能涉入非法器官移植」。報告還提到：「中國法外機構『6·10辦公室』繼續大力度實行迫害法轮功政策，至2012年6月有3,533名法轮功學員（已證實）被迫害致死」。
2012年眾議院聽證會

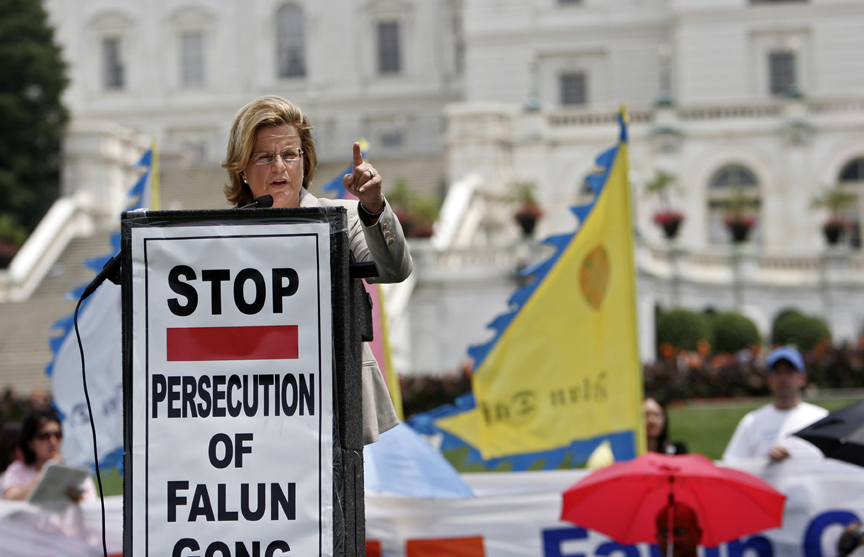
美国国会众议院外交关系委員会主席伊丽亚娜·罗丝-雷提南於華盛頓在講台上發言，要求立即停止對法輪功學員的政治迫害。

- 2012年9月12日，美国国会听证调查中华人名共和国政府强摘器官现象，召開「中國共產黨對宗教信仰者和持不同政見者活摘器官」聽證會（Organ Harvesting of Religious and Political Dissidents by the Chinese Communist Party）[171]同时，美国众议院外交事务委员会网站，就中國共產黨政法委机构活体摘除法轮功学员器官，发表了多项证词，其中之一是中国大陆之外的医生们已证实，他们的病人 到中国被移植了法轮功学员的器官（Medical doctors outside China have confirmed that their patients have gone to China and received organs from Falun Gong practitioners）。[40][172]
- 2012年9月18日，美國國會及行政當局中國委員會主席、眾議院外交事務委員會非洲、全球健康和人權小組委員會主席克里斯‧史密斯投書《华盛顿时報》譴責中共當局「超越極限」：「從勞教所获釋的法轮功學員說，勞教所醫生給他們頻繁體檢，特別注意他們的血型、腎、肝、肺、心和眼睛的健康；此精神運動（法轮功）許多成員被拘留時因怕牽連親屬和其他修煉者，而拒絕透露自己名字，从而使他們的生命很容易被用作器官移植」。并提到，來自在海外的醫务人员告訴（調查記者）伊森‧葛特曼，「一些用於移植的器官，是從當時仍活著的受害者身上摘取」[173]。
- 12月18日，美國國會及行政當局中國委員會在參議院舉辦大型國會聽證會，關切法轮功及強制摘取器官議題[174][175]。

2012年百名國會議員聯名要求國務院公開活摘器官證據
由於美國國務院助理國務卿邁克爾·波斯納2012年7月25日的媒體簡報會議上被記者問及王立軍可能向美國領事館提供了活摘器官的有關信息時，他回答說：「美國擁有來自於自己的大使館和自己的報告方面的大量信息。」
- 2012年10月3日，106名美國國會議員致信美國國務卿希拉里，要求美國國務院公開所掌握的中国政府活體摘取法轮功學員器官的證據及資料。發起信件指出：「在美國國會做證的證人說，中華人民共和國政府從活著的法轮功學員身上摘取器官。議員們要求國務院公布其獲得的有關發生在中國的濫用移植器官的行徑，包括王立軍提供給美國駐成都領事館的文件。」
- 2012年11月13日，美國参议员詹姆斯·英霍夫（參議院外交委員會東亞小組共和黨首席議員、參議院軍事委員會成員）也致函國務院提出相同要求，並在信函中提出對中國器官移植來源的強烈質疑--「我敦促美國國務院公佈任何可能有關中共針對法輪功學員進行器官移植濫用惡行的信息，包括前重慶市副市長王立軍可能向美國駐成都領事館提供的任何材料。」。[177]

2006年美國國務院機構針對蘇家屯事件的說明
2006年中國護士公開指控在瀋陽蘇家屯某醫院存在大規模摘取器官。美國駐華大使館曾在2006年3月22日（護士證詞經報導13天後）前往該醫院查看。美國國務院國際資訊局（IIP）網站2006年4月16日發佈消息《美國國務院談中國法輪功問題》稱：「國務院表示，對於中國東北某地有一處集中營監禁法輪功學員並摘取其人體器官的報道，美國經派員實地查看沒有發現任何證據可以支援上述報道」，「美國駐北京大使館和駐瀋陽領事館官員工作人員曾兩度前往該地和特定場所。在赴該地查看期間，美國官員得到允許進入整個設施和場地，沒有發現任何證據表明這個場所除作為正常的公共醫院發揮作用外被用作其他用途。」但同時強調儘管美國對上述問題有這樣的看法，但美國仍繼續關注中國鎮壓法輪功學員的問題和有關摘取法輪功學員人體器官的報導。美國在與中國政府會談時以及在年度各國人權報告中都提到了這兩個問題。」
州政府議會
1. 明尼蘇達州參議院SF2090議案，2016年5月20日表決一致通過，譴責發生在中國、由中共當局許可的系統性的從被囚禁的法輪功修煉者等良心犯身上強摘器官的罪行[179][180]。
2. 賓夕法尼亞州眾議院2014年10月8日通過HR1052決議案譴責[181]
3. 伊利諾伊州眾議院2014年2月26日通過HR0730決議案譴責[182]
4. 科羅拉多州參眾兩院2006年4月2日通過Senate Joint Resolution 06-027決議譴責。
5. 緬因州參眾兩院2008年、2013年兩度通過決議案譴責。
6. 特拉華州參議院2006年決議譴責。

### 加拿大政府
2014年國會決議案譴責
總 理哈珀訪問北京期間，哈珀向中共提出法輪功人權議題；國會國際人權委員會亦於2014年12月6日通過動議指出「對在中華人民共和國活摘‘良心犯’、宗教 團體和少數族裔成員的器官用於移植的可信的指控深表關注；表達對“系統的、國家批准的活摘良心犯、宗教團體和少數族裔成員的器官”的“持續的可信的”報告 深表關注，譴責並要求立即停止未經同意就從活體或死者的捐助者身上摘取器官。」
國會聽證會
2013年2月5日，加拿大國會外交委員會的國際人權委員會舉行聽證會，關注中共當局活摘法轮功學員器官的聽證會。
S-240法案
2018年12月10日，加拿大眾議院辯論加拿大參議院於2018年10月通過的S240打擊器官強摘法案，當天眾議院通過第二輪辯論，S240法案被送交加拿大國會外交事務與國際發展委員會（Standing Committee on Foreign Affairs and International Development）討論。國會國際人權小組副主席（vice-chair of the Subcommittee on International Human Rights）Cheryl Hardcastle議員在發言中表示，加國會國際人權小組多次研究過器官强摘问题，在中國，每年器官移植数量有可能多达六万至十万次，而該器官強摘產業的主要受害者是中国法轮功學員。中國器官强摘产业是隨著對中共法轮功的系统鎮壓而發展的。必须确保大量等待器官移植的加拿大人不在无意中助长这可怕罪行。二战后，國際社會承諾对人类的屠杀行为‘永不會再发生’（Never Again）。目前器官强摘的现实令人震驚，必须加以制止。

### 欧洲联盟

#### 歐洲議會決議
2016年7月啟動決議，要求調查並制止
歐洲議會以絕大多數票通過了反對中共當局活摘器官的〈48/2016書面聲明〉決議，稱「有持續可靠的報導表明，在中國存在政府批准的系統性對良心犯器官的 活摘，未經當事人同意。其中主要受害者是那些和平的法輪功修煉者，以及維吾爾族、藏族人和基督徒。」諸此不法行為的嚴重性「迫切需要立即對中共持續的人體 器官貿易進行獨立調查」；並要求落實2013年歐洲議會的譴責決議，要求中共釋放包括法輪功學員在內的所有良心犯。該決議由四個黨派成員發起，已獲約400名議員簽署；發起人格理克說：「我看過照片、讀過令人淚下的報告，那種難以置信的痛苦，對我來說它毫無疑問。有組織的、顯然是國家縱容的器官摘取是 一個可悲的現實。我們在說一件由國家支持的由醫生對高達150萬人的謀殺罪行。」
2013年12月決議案譴責
2013年12月12日，歐洲議會通過決議，要求中共當局立即停止強制摘取良心犯器官、立即釋放包括法轮功成员等所有良心犯；並呼籲歐盟成員國公開譴責，將此事告知需器官移植手術的歐洲公民。並将決議送達歐盟相關機構、聯合國人權理事會及中國政府。發起人歐洲議會副主席McMillan Scott 特別指出，該決議正是譴責中國政府“藉由大量法轮功學員的生命大量斂財的行為”。（歐盟23種官方語言決議全文（页面存档备份，存于）、中譯文（页面存档备份，存于））
2013年聽證會
歐洲議會於2013年1月29日召開聽證會，由副主席麥克米蘭主持；來自新疆的維吾爾族醫生安華托蒂講述“親身經歷”過從死刑犯身上攫取器官，中國問題專家葛特曼則報告其調查估計6.5萬法輪功學员遭活摘器官。
2015年研討會
4月21日公共健康委員會和人權小組委員會舉辦「中國活摘器官」研討會，邀請歐盟三大機構（歐盟委員會、歐洲議會和歐洲理事會）官員及相關國際組織及專家，共同探討制止；獲邀的中國官方代表並未出席。主持議員指出，有跡象表明歐洲公民前往中國購買器官，這也是歐洲人權問題。

#### 成員國
愛爾蘭
國會聽證會、決議案：2013年7月10日，愛爾蘭參眾兩院召開聽證會，據估計每年八千名中國囚犯遭強摘器官，每年供應“解放軍經營的新興移植市場”，據稱有6萬5千名法輪功學員因此死亡。參議員戴維·諾里斯認為這是「一個巨大的危害人類罪和大屠殺」，提出「促請政府利用國際論壇來反對中國發生的強制摘取器官」動議案獲一致通過。
西班牙
西班牙2010年立法限制到中國器官移植旅遊，禁止本國公民接受非法器官移植，參與、仲介、接受手術者將被刑事追訴。
德国
2013年3月7日，德國《時代週刊（Die Zeit）》大篇幅揭露有關中國政府活體摘取法轮功學員器官賣給西方患者牟利的現象。該文題為《下單訂購心臟》（Herz auf Bestellung，中譯（页面存档备份，存于））的報導，文中並對歐洲部分與此事有關的醫院和醫藥公司提出道德質問。該文中也介紹了麥塔斯和喬高收集到的“大量證據，證明此事正在發生著”。
2012年11月，德國國際人權協會表示擔憂中国可能将政治犯处死之后摘取其器官进行买卖；德国联邦议员约翰内斯·普福鲁克（Johannes Pflug）的回应原文如下：“我认为这是没有证据的谣言。几年前我就遇到了这样的传闻，并且通过我们的情报机构组织进行了相应的调查。我们的情报人员当时告诉我，这些说法虽然一再地浮出水面，但却没有证据去证明有这样的事情发生过。这样的谣言，我可以很具体地指出来，主要是有法轮功在背后造势，但它并没有根据。”

### 英國
保守黨2016年6月發佈報告《最黑暗時刻：2013-2016發生在中國的人權迫害》，要求英國政府重新審視、全面檢討對中政策。報告引用喬高麥塔斯調查報告的更新證據，指中國的強摘器官規模遠超想像，具體呼籲國際社會調查中共活摘器官、發布器官移植旅遊禁令，並敦促英國、歐盟等國家整備「在中國從事器官移植的醫生名單」以禁止涉入此反人類罪行的相關人員入境。保守黨人權委員會副主席投書《外交家》雜誌，稱「遍布中國的大規模器官交易猶如恐怖電影，肝、腎、心、肺和眼角膜被從活著的良心犯身上摘下。如果這世間有甚麼事情能夠詮釋『反人類罪』，那就是這一血腥的、殘酷的虐殺。」
2016年9月，英國下議院播放指控中共活摘器官的電影《血刃》。英國國會下議院2016年10月11日召開「發生在中國的強摘器官」辯論會，多黨議員發言關切。

### 中華民國
行政部門
- 2006年4月27日，時任總統陳水扁阿扁總統電子報（页面存档备份，存于）中，要求中華人民共和國政府主動並深入調查、法辦涉案人員、呼吁大陸當局「應該針對其惡劣的人權紀錄質疑，予以檢討，並積極推動政治改革，將權力完整的還給人民」。副總統呂秀蓮2006年10月27日召開「中共摘取器官暴行暨相關人權問題」因應對策研商會議，邀集行政院大陸委員會、衛生署、法務部、與前總統府人權諮詢委員會委員，代表陳水扁總統關心，並強烈譴責[196]。
- 行政院大陸委員會公開譴責中共當局活摘法輪功學員器官[197][198]，於2007年10月宣布「在大陸的移植環境未改善前，將全面管制禁止中國大陸的器官移植醫師來台」，並會同衛生署清查涉嫌仲介器官的台灣醫師[199][200]。

國會立法院決議案譴責
- 立法院於2012年12月11日，全體無異議通過決議，要求中華民國政府關注營救被關押的包括法轮功學員在內的4033名中華人民共和國籍的良心犯，決議內容並提及，依據美國及聯合國等人權報告顯示，法轮功學员及西藏圖博人士是遭關押及迫害中的最嚴重、大量的群體，並指責「中華人民共和國政府活摘法轮功成员及死刑犯器官做為買賣移植之用」「駭人聽聞」「天理難容」。該決議亦補充「然而，因中華人民共和國的訊息封鎖嚴密，外界很難準確查證，一般相信以上兩受迫害團體中遭監禁及酷刑的良心犯人數遠遠超過外界所估算。」[27][201][202]2006年9月，立法院108位委員跨黨派連署提案，要求編列預算讓民眾了解器官移植正確資訊、邀請參與調查之國際人士來台訪問。
- 全台灣有19個縣市議會（共23縣市）通過〈譴責並呼籲國際制止中共活摘器官暴行〉決議案，要求中華民國中央政府呼籲聯合國、國際人權組織與國際衛生組織等派員赴大陸實地調查；對仲介大陸地區器官移植訂立相關倫理規範。

境外非法器官移植仲介起訴首例
- 2024年11月25日，台灣彰化地方檢察署對涉嫌非法仲介病人到中國移植器官的台灣醫師及其同夥共5人提起公訴。檢察官指出，台灣外科醫生陳堯俐涉嫌於2016至2019年期間非法仲介10名台灣病患分別到中國青島大學附設醫院、湖南省長沙市醫院換肝、換腎，患者移植後存活時間僅2、3年，當中有人移植失敗身亡，或者回國後一周內猝死。每位病患移植費用從新台幣300萬至750萬元不等，陳堯俐及其同夥透過地下匯兌和中國醫師朋分費用，共獲利新台幣2037萬元。檢方認為，陳堯俐等人已涉嫌違反人體器官移植條例及銀行法，並嚴重違反醫學倫理、破壞器官無償捐贈之普世基本原則，故從重求處6年有期徒刑不等，並沒收全部不法所得[203][204][205][206][207][208][209]。台灣國際器官移植關懷協會指出，這是人體器官移植條例於2015年通過修法後，台灣司法單位首次對境外非法器官移植仲介的起訴案[210]。

台灣藝人赴大陸接受心肝移植引發輿論爭議
一名台灣歌手於2025年4月7日發文透露曾到中國接受心肝移植手術，其器官來源引發輿論爭議。據報導，中共黨媒「人民網」4月7日報導宣稱，2024年11月，該名歌手在浙大二院完成「心肝同期聯合移植手術」，器官來自「一位重度顱腦損傷致腦死亡的大愛者」。由於執行手術的浙江大學醫學院附屬第二醫院(浙大二院)，過去曾涉及「活摘法輪功學員器官」，被列入追查國際組織名單，浙大一院的院長鄭樹森，更被移植專業期刊《國際肝移植》（Liver International, LI）拒絕其論文發表，理由是「無法證明563例肝臟移植的器官來源」符合醫學倫理，台灣患者能在短時間內獲得心、肝兩個器官的配對並完成移植，有台灣醫生表示，「心肝同期移植手術技術難度高，但更關鍵的是器官配對和獲取速度。正常捐獻體系下，幾乎不可能這麼快同時找到匹配的心臟和肝臟，這確實令人起疑。」醫界專家質疑，「能迅速完成雙器官配對移植，讓人不得不懷疑其器官來源是否合法與自願」，「深切懷疑其背後是否涉及非法活摘器官」。中共對器官來源都統一說詞，例如是來自腦死亡的捐贈者，外界難以驗證說詞真偽。2022年4月《美國移植期刊》（American Journal of Transplantation）發布的論文披露，中國很多器官捐贈者並未被宣告腦死，摘除他們的器官才是真正造成他們死亡的原因。

### 以色列政府
以色列报纸Yediot Achronot报道，以色列政府經數月調查，於2007年8月逮捕四名男子，他們中介以色列患者前往亚洲進行器官移植。主犯向記者承認「器官來自中國大陸的死刑犯、良心犯，包括法轮功學员」，受到以色列當局的調查。

#### 以色列立法禁止器官移植旅遊
常被认为与法轮功有关系的《大纪元时报》称，2007年6月召開「解決移植器官短缺的倫理問題」研討會上，外科及移植主任埃亞隆(Amram Ayalon)教授發言「作為猶太人，不能（對摘取法輪功學員器官的指控）袖手旁觀。」
2007年，220名以色列猶太教士、學者及政界人士簽署請願書， 呼籲停止在中國的活摘器官。以色列政府立法，2012年4月起禁止以色列人到海外移植來源不明、非法的器官（常被稱為“器官移植旅遊”），並禁止保險公司支付以色列國民到海外移植器官的費用。

### 澳大利亚政府
常被认为与法轮功有关系的《大纪元时报》称，澳大利亚外交部長史蒂芬·史密斯2008年6月表示，他與官員在閱讀加拿大獨立調查報告後，認為「指控可信」、「我們要求中國解釋活摘器官的指控，並建議允許‘可信的調查人不受拘束的’進行調查。」澳大利亚官員在北京2007年7月「澳中人權對話」提出此議題。

#### 澳洲參議院決議
2013年3月，澳洲參議院通過決議，呼籲澳大利亞政府以“支持聯合國和歐洲委員會的倡議，反對強摘器官”，因為強摘已常見發生在1999年起對法輪功學員的迫害。澳大利亚國家新聞週刊曾表示，決議通過前，喬高拜訪國會議員，概述正採取行動制止「中共為獲得器官而殺死法輪功學員」；而澳大利亚政府對此問題過去一直保持沉默，外界有看法认为这“是害怕得罪中共當局”，這項決議是施加更大壓力要求澳大利亚政府就這項道德議題表達明確立場。

### 俄罗斯政府
加拿大溫尼伯自由報2013年12月24日報導俄羅斯克拉斯諾達爾市一地方法院判定《血腥的活摘器官》等作品包含「極端主義內容」，為「極端宣傳品」，將被警方沒收。麥塔斯在判決之前寫信給法庭，認為「俄羅斯的《反對極端主義作品法》不應該對「活摘調查報告」的好壞做出判斷」。不過，俄國政府背景的國營媒體《俄羅斯之聲》在2013年8月報導美國國會發起制止中共摘取法輪功學員器官的281號決議案，2014年1月又報導全球149萬人簽名連署要求聯合國調查中共當局摘取法輪功學员器官的活動，包含4.6萬俄羅斯人參與。

## 外部連結
- 乔高和麦塔斯-加拿大獨立調查團網站（页面存档备份，存于）
- A Presentation of Evidence from the Kilgour Matas Reports（页面存档备份，存于）
- DAFOH醫生反對強摘器官-國際組織
- 大衛麥塔斯：為甚麼要關心法輪功學員被活摘器官？（页面存档备份，存于）(英文原文（页面存档备份，存于）)，2012-07-20
- 世界器官移植及中國活摘器官大事紀（页面存档备份，存于）

### 書籍和調查報告
- 《血腥的活摘器官》，2011年6月中文版（页面存档备份，存于）
- 《國家掠奪器官：器官移植在中國被濫用的黑幕》，2012年12月中文版（页面存档备份，存于）
- 《大屠殺：群體殺害，器官活摘和中國異議問題秘密解決方案》，2014年8月英文版（页面存档备份，存于）
- 《前所未有的邪惡迫害》，2015年8月中文版（页面存档备份，存于）
- 電子書《死刑犯撑不起中国器官移植市场上的蘑菇雲》

### 紀錄片
- 《難以置信》，2015年由美國PBS公共電視製作。台，2015年紀錄片，習近平訪美時播出。
- 《活摘》（亦名《大衛戰紅魔》），2015年皮博迪獎獲獎片、2015年AIB國際調查性紀錄片大獎片，官方网站。[永久]
- 《秘密的中國國營器官移植生意》線上觀看（中文字幕）（页面存档备份，存于），8分鐘，專家證詞紀錄片。美國《富比士雜誌》（Forbes）網站2012年美國總統大選辯論前夕，推薦兩黨候選人必看短片。
- 《自由中國：有勇氣相信》，2012年，獲獎紀錄片
- 《红色制度下的法轮功》，中文字幕線上觀看、紀錄片中文逐字稿（页面存档备份，存于），以色列媒體製作，葡萄牙SIC電視台2014年3月播出（葡文字幕版（页面存档备份，存于））
- 《生死之間》，線上觀看（中文字幕）（页面存档备份，存于），2009年，47屆芝加哥國際電視獎。
- 《超越紅牆》紀錄片，線上觀看（中文字幕）（页面存档备份，存于），2007年11月，加拿大CBC國家電視台製作。
- 《血腥活摘器官》紀錄片，線上觀看(中文配音)（页面存档备份，存于），60分鐘
- 《勞教所-中國的器官農場》，線上觀看（中文字幕）（页面存档备份，存于），3分鐘。
- 《血染的法輪》，線上觀看(中文)（页面存档备份，存于），11分鐘（16-27m），台灣公共電視，2007年12月。
- 《活摘 - 十年調查》，線上觀看（中文字幕）（页面存档备份，存于），1小時
- 《鐵證如山》，線上觀看（中文字幕）（页面存档备份，存于），1小時34分鐘
- 《殺了才能活》，線上觀看（中文字幕）（页面存档备份，存于），48分鐘

### 其他參考
追查迫害法轮功國際組織證據資料
該組織蒐集比對大量報導資料，並公布了關於「活摘器官」的系列調查報告，其中包括現任中共中央政治局常委張高麗、張德江、前中共中央常委周永康、李長春的電話原音錄音，以及薄熙來、和王立軍合作摘取器官的醫生電話錄音、部分中國大陸醫院承認參與的電話錄音：
- 《追查国际对中共大量活摘法轮功学员器官国家犯罪的调查报告（页面存档备份，存于）》共九章（2015年6月發佈）
- 〈追查國際：活摘法輪功學員器官是江澤民下令的全國性大屠殺〉，2015年6月23日發佈。
- 追查國際：張高麗證實江澤民是活摘器官元兇（页面存档备份，存于），2015年6月25日發佈。
- 《追查国际关于中共活体摘取法轮功学员器官证据专辑（页面存档备份，存于）》，2013年9月，2015年3月更新，包含大量電話錄音證據
- 〈追查國際公布最新關於周永康涉嫌介入活摘法轮功學員器官罪行的部分錄音（页面存档备份，存于）〉2012年4月30日發佈。供下載的電話錄音及內容，包括6人的原音對話：周永康、李長春、魏建榮（原中共中央政法委隊伍建設指導室主任）、唐俊傑（原遼寧省政法委副書記）、北京政法系統李姓官員、前中央政法委書記羅幹的秘書于姓官員。
- 《關於中共軍隊、武警醫院系統 涉嫌參與活體摘取法轮功學員器官的調查報告（页面存档备份，存于）》2008年4月初稿，2012年5月完成。
- 《中共利用前卫生部副部长黄洁夫掩盖器官移植供体来源的调查报告（页面存档备份，存于）》
- 《與王立軍合作的移植醫生承認摘取法轮功學員器官（页面存档备份，存于）》2012年8月7日發佈。電話原音錄音下載，錦州解放軍205醫院泌尿外科主任（現退休）陳榮山多次承認摘取法轮功學員器官，做器官移植手術。
- 《第二分冊-中共活體摘取法轮功學員器官的調查報告（页面存档备份，存于）》2012年7月19日發佈。
- 〈電話錄音:中國大陸醫院和器官移植中心涉嫌提供活體法轮功學員器官的證據[永久]（2）（页面存档备份，存于）〉，包括天津第一中心醫院、上海復旦大學中山醫院、山東千佛山肝髒移植中心、上海交通大學附屬醫院、湖北醫科大學第二附屬醫院、武漢同濟醫院、湖北醫科大學第二附屬醫院、廣州軍區武漢總醫院、廣東軍區總醫院。